# Гремячка (Черниговская область)
Гремячка (укр. Грем'ячка) — село в Семёновском районе Черниговской области Украины. Население 87 человек. Занимает площадь 0,39 км². Село расположено на реке Вырей.
Код КОАТУУ: 7424781302. Почтовый индекс: 15441. Телефонный код: +380 4659.

## Власть
Орган местного самоуправления — Галагановский сельский совет. Почтовый адрес: 15441, Черниговская обл., Семёновский р-н, с. Галагановка, ул. Кольцевая, 1а.